# Новая Михайловка (Мордовия)
 Новая Михайловка  — деревня в Лямбирском районе Мордовии в составе  Саловского сельского поселения.

## География
Находится на расстоянии примерно 10 километров по прямой на север-северо-запад от города Саранск.

## История
Известна с 1869 года, когда в ней был учтен 61 двор, название связано с именем тогдашнего владельца Михаила Леонтьева. 

## Население
Постоянное население составляло 124 человека (русские 90%) в 2002 году, 110 в 2010 году .